# Faculté de droit de l'université de São Paulo
La  Faculté de droit de l'université de São Paulo (en portugais : Faculdade de Direito da Universidade de São Paulo, également connu sous le nom de Faculdade de Direito do Largo de São Francisco) est une institution d'enseignement supérieur et de recherche dans le domaine du droit située à São Paulo, Brésil. Elle est intégrée à l'université de São Paulo (USP) en 1934, lorsque cette dernière est créée.

## Histoire
L'un des plus anciens établissements de l'enseignement supérieur du Brésil, et la plus ancienne école de droit, la faculté de droit de l'USP a été créé en collaboration avec la faculté de droit de Olinda (rebaptisé après réinstallation École de Droit de Recife), par la loi impériale du 11 août 1827. Comme elle a été fondée quelques années après la proclamation de l'Indépendance du Brésil, elle est essentielle pour l'administration de l'Empire brésilien, après avoir formé la plupart de ceux qui allaient devenir plus tard la catégorie des administrateurs publics au Brésil.
Constamment classée comme la première école de droit du Brésil, de la faculté de droit de l'USP a été l'alma mater de 12 présidents brésiliens et de nombreux agents de haut encadrement, des diplomates, des universitaires, des écrivains, hommes politiques et hommes d'affaires.

## Directeurs
1. 1827-1833 - José Arouche de Toledo Rendon
2. 1833-1835 - Carlos Carneiro de Campos (vicomte de Caravelas)
3. 1835-1836 - José da Costa Carvalho (marquis de Monte Alegre)
4. 1837-1842 - Nicolau Pereira de Campos Vergueiro
5. 1858-1864 - Manuel Joaquim do Amaral Gurgel
6. 1865-1882 - Vicente Pires da Mota
7. 1883-1890 - André Augusto de Pádua Fleury
8. 1890-1891 - Carlos Leôncio da Silva Carvalho
9. 1891-1902 - Joaquim Inácio Ramalho (baron de Ramalho)
10. 1903-1904 - João Pereira Monteiro
11. 1904-1908 - Vicente Mamede de Freitas
12. 1908-1912 - Antônio Dino da Costa Bueno
13. 1912-1915 - João Mendes de Almeida Júnior
14. 1916-1925 - Uladislau Herculano de Freitas
15. 1926-1930 - Antônio Januário Pinto Ferraz
16. 1930-1931 - Reinaldo Porchat
17. 1931-1935 - José de Alcântara Machado D'Oliveira
18. 1935-1938 - Francisco Antônio de Almeida Morato
19. 1938-1938 - Spencer Vampré
20. 1939-1940 - Sebastião Soares de Faria
21. 1941-1942 - José Joaquim Cardoso de Melo Neto
22. 1943-1944 - Honório Fernandes Monteiro
23. 1945-1948 - Gabriel José Rodrigues de Resende Filho
24. 1949-1955 - Brás de Sousa Arruda
25. 1956-1958 - Alvino Ferreira Lima
26. 1959-1962 - Luís Antônio da Gama e Silva
27. 1963-1966 - Luís Eulálio de Bueno Vidigal
28. 1967-1969 - Alfredo Buzaid
29. 1969-1973 - José Pinto Antunes
30. 1973-1974 - Manuel Gonçalves Ferreira Filho
31. 1974-1978 - Rui Barbosa Nogueira
32. 1978-1982 - Antônio Chaves
33. 1982-1986 - Vicente Marotta Rangel
34. 1986-1990 - Dalmo de Abreu Dallari
35. 1990-1994 - Antonio Junqueira de Azevedo
36. 1994-1998 - Álvaro Villaça Azevedo
37. 1998-2002 - Ivette Senise Ferreira
38. 2002-2006 - Eduardo Cesar Silveira Vita Marchi
39. 2006-2010 - João Grandino Rodas
40. 2010-2014 - Antônio Magalhães Gomes Filho
41. 2014-2018 - José Rogério Cruz e Tucci
42. 2018-2022 - Floriano de Azevedo Marques Neto
43. 2022-         - Celso Fernandes Campilongo

## Étudiants illustres

### Présidents du Brésil
- Prudente de Morais (1894 – 1898)
- Campos Sales (1898 – 1902)
- Rodrigues Alves (1902 – 1906)
- Afonso Pena (1906 – 1909)
- Nilo Peçanha (1909 – 1910)
- Venceslau Brás (1914 – 1918)
- Rodrigues Alves (élu de nouveau en 1918, est décédé avant la prise de possession)
- Delfim Moreira (1918 – 1919)
- Washington Luís (1926 – 1930)
- Júlio Prestes (eleito em 1930, ne prend pas possession)
- Nereu Ramos (1955 – 1956)
- Jânio Quadros (1961)
- Michel Temer (2016 – 2018)

### Ministres, juristes et personnalités politiques
- Antônio da Silva Prado - (premier maire de São Paulo)
- Luís Augusto de Queirós Aranha
- Joaquim Nabuco
- Ruy Barbosa
- Francisco Antônio Dutra Rodrigues - Président de la Province de São Paulo
- José Antônio Pimenta Bueno - Marquis de São Vicente
- Lafayette Rodrigues Pereira
- José Gomes Pinheiro Machado
- Pedro Luís Pereira de Sousa
- Teixeira de Freitas - a terminé ses études à Recife
- Maria Thereza Rocha de Assis Moura
- Maria Sylvia Zanella di Pietro, ancienne procureure de l'État de São Paulo
- José Maria da Silva Paranhos Júnior (Baron de Rio Branco)
- Bernardino Augusto de Lima
- Francisco Inácio Marcondes Homem de Melo (Baron Homem de Melo)
- Altino Arantes
- Carlos de Campos
- Carlos Norberto de Souza Aranha
- Ernesto Mariano da Silva Ramos
- José de Alcântara Machado de Oliveira
- José de Queirós Aranha
- Ciro de Freitas Vale
- José Maria Whitaker
- Rodrigo Bravim Angella
- Manuel Francisco Pinto Pereira
- Cândido Mota Filho
- Arnolfo Rodrigues de Azevedo
- Abreu Sodré
- Almino Afonso
- Fernando Haddad
- Márcio Thomaz Bastos
- Dalmo Dallari
- Plinio Corrêa de Oliveira
- Fábio Konder Comparato
- André Franco Montoro
- Ulisses Guimarães
- Cláudio Lembo
- Daniel Raichelis Degenszajn
- Cássio Egydio de Queiroz Aranha
- Miguel Reale
- Goffredo da Silva Telles Júnior
- Celso Lafer
- Oswaldo Aranha Bandeira de Mello
- Dirceu de Mello
- Ives Gandra da Silva Martins
- Tércio Sampaio Ferraz Júnior
- Miguel Reale Júnior
- Sydney Sanches
- Cândido Rangel Dinamarco
- Alexandre de Moraes, ministre de la justice et juge au Tribunal suprême fédéral

### Écrivains
- Alcides Nogueira - dramaturge e romancier brésilien
- Alphonsus de Guimaraens - poète symboliste
- Álvares de Azevedo (faleceu antes de concluir) - poète ultra-romantique
- Antônio de Alcântara Machado - journaliste et écrivain moderniste de l’a 1re phase, été auteur de Brás, Bexiga e Barra Funda
- Augusto de Campos - poète concrétiste
- Antônio Augusto de Lima - poète, Président de l'Académie brésilienne des lettres
- Bernardo Guimarães - écrivain romantique, auteur de A Escrava Isaura
- Castro Alves - poète, abolitionniste (est mort avant d'avoir terminé)
- Décio Pignatari - poète concrétiste
- Fagundes Varela - poète ultra-romantique (est mort avant d'avoir terminé)
- Guilherme de Almeida - poète moderniste
- Haroldo de Campos - poète concrétiste
- Hilda Hilst - écrivain
- Inglês de Sousa - écrivain naturaliste, auteur de Contos Amazônicos
- Joaquim Nabuco - écrivain, abolitionniste mais monarchiste
- José de Alencar - plus représentatif de la nouvelle romantique brésilien, auteur de classiques comme O Guarani, Iracema, Senhora, etc.
- José de Mesquita - poète parnassien
- Lygia Fagundes Telles – écrivain
- Menotti Del Picchia - poète moderniste
- Monteiro Lobato - écrivain pré-moderniste et le créateur d'œuvres pour enfants et les jeunes comme Sítio do Pica Pau Amarelo
- Olavo Bilac (pas terminé) - poète parnassien, considéré comme le « prince de poètes »
- Oswald de Andrade – écrivain, précurseur du mouvement moderniste au Brésil et créateur du Manifeste anthropophage
- Paulo Setubal - poète parnassien
- Pedro Luís Pereira de Sousa - poète
- Raduan Nassar - écrivain
- Raimundo Correia - poète parnassien
- Raul Pompeia - écrivain réaliste/naturaliste, auteur de O Ateneu

### Acteurs, directeurs de théâtre et de cinéma et autres personnalités
- Paulo Autran
- Zé Celso
- Renato Borghi
- Nelson Pereira dos Santos
- Vida Alves
- Renato Consorte
- Caio Blat
- Marcos Caruso
- Juca de Oliveira
- Luciano Huck (pas terminé)
- John Herbert
- Antonio Carvalho

### Banquiers
- Fernão Carlos Botelho Bracher - fondateur du Banco BBA
- Gastão Vidigal - fondateur du Banco Mercantil de São Paulo